# HMS Dragon (1798)
HMS Dragon (1798) — 74-пушечный линейный корабль третьего
ранга. Восьмой корабль Королевского флота, названный HMS Dragon.
Заложен в августе 1795 года. Спущен на воду 2 апреля 1798 года на верфи в Ротерхите. Корабль был разработан сэром Уильямом Рулом как один из обычных 74-пушечных кораблей. Единственный корабль своего типа .

## Французские войны
В 1799 году Dragon был отправлен в Средиземное море чтобы присоединиться к эскадре под командованием сэра Чарльза Коттона. В феврале 1801 он был частью эскадры под командованием сэра Джона Уоррена блокирующей Кадис.
В 1801 году принял участие в египетских операциях. Так как Dragon принимал участие в египетской кампании с 8 марта по 2 сентября 1801 года, его офицеры и команда получили право на медаль с пряжкой «Египет», которой Адмиралтейство наградило в 1850 году всех выживших участников.
В апреле 1803 года Dragon плыл из Гибралтара в Англию в компании с Alligator и торговым судном Prevoyante когда они увидели два французских линейных корабля возле мыса Сент-Винсент. Французские корабли не стали вступать в бой с британцами и свернули с курса.
18 июня 1803 года Dragon вместе с Endymion захватили французский 16-пушечный корвет Colombe, который шел в Брест из Мартиники.
В 1804 году Dragon под командованием капитана Эдварда Гриффита присоединился к эскадре, блокирующей Ферроль. 15 июля с
эскадрой Кальдера отплыл в район мыса Финистерре для перехвата франко-испанской эскадры, возвращающейся из Вест-Индии.
22 июля флот Кальдера из 15 линейных кораблей, двух фрегатов, куттера и люггера находился возле мыса Финистерре, когда он
столкнулся с объединенным франко-испанским флотом из 20 линейных кораблей, семи фрегатов и двух шлюпов. Кальдер решил
атаковать и двинулся к французам со своей эскадрой. Сражение длилось более четырех часов, два флота смешались в условиях плохой видимости и в густом тумане, который помешал одержать решительную победу. Тем не менее, англичане смогли захватить два испанских линейных корабля, 80-пушечный San Rafael и 74-пушечный Firme. На борту Dragon было ранено четыре человека.
В 1806—1808 годах Dragon под командованием капитана Мэтью Генри Скотта входил в состав флота Канала.

## Война 1812 года
Dragon под командованием Роберта Барри принимал участие в войне 1812 года с США.
В августе 1814 года Dragon принял участие в экспедиции вверх по реке Пенобскот в штате Мэн. Первые туда отправились корабли Sylph, Dragon, Endymion, Bacchante, Peruvian, а также некоторые транспорты. Bulwark, Tenedos, Riflemanи Pictou присоединились к ним 31 августа. Вечером 31 августа Sylph, Peruvian и транспортное судно Harmony, в сопровождении шлюпок с Dragon, взяв на борт морских пехотинцев, солдат и отряд Королевской Артиллерии, отправились вверх по реке Пенобскот под командованием капитана Роберта Барри с Dragon. Целью путешествия был американская фрегат Adams, вооруженный двадцатью шестью 18-фунтовыми пушками, который нашёл убежище в 27 км вверх по течению реки возле города Хэмпден, штат Мэн. Здесь американцы сняли с Adams его пушки и установили девять из них на соседнем холме и четырнадцать на пристани рядом с кораблем.
Путешествие вверх по реке заняло у англичан два дня, и в итоге завершилось битвой при Хэмпдене. В результате сражения англичане
смогли разбить гарнизон защищавший город и начали преследование американцев, которые отступали в направлении Бангора. При этом американцы успели поджечь Adams и вскоре корабль взорвался. Но британцам удалось захватить одиннадцать других кораблей и еще шесть они уничтожили. Они потеряли только одного человека, моряка из экипажа Dragon, и еще несколько солдат получили ранения.
В январе 1815 года Dragon был флагманом адмирала сэра Джорджа Кокберна в битве при Форт Петер и захвате города Санкт-Мэрис в штате Джорджия.
С 1824 года Dragon оставался на службе в гавани, став морской казармой в Портленде в 1829 году. Он был переименован в HMS Fame в 1842 году. Он был отправлен на слом и разобран в 1850 году .